# Франклин (Пийнътс)
Вижте пояснителната страница за други значения на Франклин.
Франклин (Franklin) е герой от поредицата карикатури Peanuts на Чарлс М. Шулц. Представен за първи път на 31 юли 1968, Франклин е първият афроамерикански герой в поредицата. Той ходи на училище с Пепърминт Пати и Марси. В историята от първата му поява, той се запознава с Чарли Браун, когато и двамата са на плажа. Бащата на Франклин е войник, борещ се във Виетнам, за което Чарли Браун казва „Баща ми е бръснар... той участваше във война, също, но не знам в коя.“. По-късно Франклин посещава Чарли Браун и намира неговите приятели за доста странни.
Във времена на сегрегация и когато расовите взаимоотношения се дебатират в САЩ, появата на Франклин е донякъде скандална. Шулц обаче твърди, че няма политически мотив. Рядко в карикатурите се споменава, че Франклин е тъкмнокож, повечето герои го приемат за част от бандата (въпреки че Пепърминт Пати се чуди на висоок глас колко хокейни играчи от НХЛ са тъмнокожи, когато Франклин казва, че иска да играе хокей). В интервю през 1997, Шулц дискутира писмо получено от редактор от юга, „който каза нещо от типа на „Нямам против, че има тъмнокож герой, но, моля Ви, не ги показвайте заедно в училище.“, защото показах как Франклин седи пред Пепърминт Пати, дори не му отговорих.“
Франклин седи пред Пепърминт Пати в училище и е централният филдер в нейния бейзболен отбор. Момчето е тактичният противник на Лайнъс, а двамата отлично цитират и Стария завет. Нещото, което свързва Франклин и Чарли Браун, е, че и двамата имат интерес към собствения си дядо. Може да се каже, че образът на Франклин е един от най-малко интересните в Peanuts.
Според специално създадената анимация You're in the Super Bowl, Charlie Brown фамилията на Франклин е Армстронг (Armstrong). Тя никога не е споменавана в поредицата карикатури и за това се счита за апокрифна.